# Lucky (2020)
Lucky (bra:Lucky - Uma Mulher de Sorte) é um filme dirigido por Natasha KermanI que foi apresentado em 2020 no Fantasia Film Festival. O filme segue a vida uma escritora de um livro de autoajuda que é perseguida por uma figura ameaçadora. Foi lançado no Brasil em 2021 no Cinema Virtual pela Elite Filmes, e a estreia foi promovida pelo Cinema do Dragão, no Ceará.

## Elenco
- Brea Grant como May Ryer
- Dhruv Uday Singh como Ted Ryer
- Leith M. Burke como Rob
- Hunter C. Smith como o homem

## Recepção
No agregador de críticas Rotten Tomatoes, o filme tem uma taxa de aprovação de 94% com base em 62 opiniões. No consenso dos críticos do site diz: "Uma mistura rica de terror emocionante e comentário social afiado, Lucky atua como um cartão de visita sangrento para a diretora Natasha Kermani e a protagonista e roteirista Brea Grant." No Metacritic, o filme tem uma pontuação média de 75 em 100, com base em 7 críticos, indicando "avaliações geralmente favoráveis".